# 함지고등학교
함지고등학교(函芝高等學校)는 대한민국 대구광역시 북구 구암동에 위치한 공립 고등학교이다.

## 학교 연혁
- 2005년 11월 8일 : 함지고등학교 설립계획 의결(총 36학급, 남녀 공학)
- 2008년 2월 10일 : 교사 건축 준공
- 2008년 3월 1일 : 제1대 권충현 교장 취임
- 2008년 3월 4일 : 제1회 입학식(355명 11학급)
- 2008년 5월 9일 : 개교기념식
- 2011년 2월 9일 : 제1회 졸업생(349명)
- 2021년 3월 2일 : 제14회 입학식(8학급 191명)
- 2022년 2월 11일 : 제12회 졸업식(246명, 누적인원 3,965명)
- 2022년 9월 1일 : 제6대 김두열 교장 취임

## 참고 자료
- 함지고등학교 - 한국교육학술정보원 학교알리미